# Eleições municipais de Campo Grande em 1992
As eleições municipais da cidade brasileira de Campo Grande no ano de 1992 ocorreu no dia 3 de outubro eleger um prefeito, um vice-prefeito e 19 vereadores para a administração da cidade. Como o candidato a cargo majoritário não alcançou a maioria absoluta dos votos válidos, houve um novo escrutínio no dia 15 de novembro.
Os principais candidatos eram Juvêncio da Fonseca (PMDB), Marilu Guimarães (PFL) e José Orcírio Miranda dos Santos (PT). Fonseca foi eleito em segundo turno com 115.432 votos, enquanto sua adversária Marilu obteve 100.123 votos, o que representa uma diferença de 15.309 votos.
Antes das eleições o prefeito era Lúdio Coelho, do PSDB, que terminou seu mandato em 31 de dezembro de 1992.

## Resultados

### Primeiro turno
| Candidatos a prefeito           | Candidatos a vice-prefeito | Número | Coligação                                     | Votos  | Válidos |
| ------------------------------- | -------------------------- | ------ | --------------------------------------------- | ------ | ------- |
| Juvêncio da Fonseca PMDB        | Heráclito Figueiredo PDS   | 15     | Força Popular (PMDB, PDS, PDC, PL, PTR, PSDB) | 73.543 | 34,37%  |
| Marilu Guimarães PFL            | Flávio Renato PFL          | 25     | Coligação (PTB, PFL, PMN, PSD)                | 54.145 | 25,30%  |
| Zeca do PT PT                   | - PT                       | 13     | Coligação (PT, PPS, PSB, PCdoB)               | 42.042 | 19,65%  |
| Alberto Rondon PST              | - PST                      | 52     | Coligação (PST, PSC)                          | 23.172 | 10,83%  |
| Doutor Loester PDT              | Youssif Domingues PDT      | 12     | PDT (sem coligação)                           | 18.206 | 8,51%   |
| Carlos Antônio Menezes Leite PV | - PV                       | 43     | PV (sem coligação)                            | 2.883  | 1,35%   |
| Referências:                    |                            |        |                                               |        |         |

### Segundo turno
| Candidatos a prefeito    | Candidatos a vice-prefeito | Número | Coligação                                     | Votos   | Válidos |
| ------------------------ | -------------------------- | ------ | --------------------------------------------- | ------- | ------- |
| Juvêncio da Fonseca PMDB | Heráclito Figueiredo PDS   | 15     | Força Popular (PMDB, PDS, PDC, PL, PTR, PSDB) | 115.432 | 53,55%  |
| Marilu Guimarães PFL     | Flávio Renato PFL          | 25     | Coligação (PTB, PFL, PMN, PSD)                | 100.123 | 46,45%  |
| Referências:             |                            |        |                                               |         |         |

#### Gráficos
| Primeiro turno - Esquema Gráfico | Primeiro turno - Esquema Gráfico | Primeiro turno - Esquema Gráfico | Primeiro turno - Esquema Gráfico | Primeiro turno - Esquema Gráfico |
| -------------------------------- | -------------------------------- | -------------------------------- | -------------------------------- | -------------------------------- |
|                                  |                                  |                                  |                                  |                                  |
| Juvêncio da Fonseca              | Juvêncio da Fonseca              |                                  | 34,37%                           | 34,37%                           |
| Marilu Guimarães                 | Marilu Guimarães                 |                                  | 25,30%                           | 25,30%                           |
| Zeca do PT                       | Zeca do PT                       |                                  | 19,65%                           | 19,65%                           |
| Alberto Rondon                   | Alberto Rondon                   |                                  | 10,83%                           | 10,83%                           |
| Loester Nunes                    | Loester Nunes                    |                                  | 8,51%                            | 8,51%                            |
| Carlos A. M. Leite               | Carlos A. M. Leite               |                                  | 1,35%                            | 1,35%                            |

| Segundo turno - Esquema Gráfico | Segundo turno - Esquema Gráfico | Segundo turno - Esquema Gráfico | Segundo turno - Esquema Gráfico | Segundo turno - Esquema Gráfico |
| ------------------------------- | ------------------------------- | ------------------------------- | ------------------------------- | ------------------------------- |
|                                 |                                 |                                 |                                 |                                 |
| Juvêncio da Fonseca             | Juvêncio da Fonseca             |                                 | 53,55%                          | 53,55%                          |
| Marilu Guimarães                | Marilu Guimarães                |                                 | 46,45%                          | 46,45%                          |

### Vereadores
Os eleitos foram remanejados pelo coeficiente eleitoral destinado a cada coligação. Abaixo a lista com o número de vagas e os candidatos eleitos. O ícone  indica os que foram reeleitos.
| Candidato(a)          | Partido | Votação |
| --------------------- | ------- | ------- |
| Guy Machado           | PDS     | 4.847   |
| Nelsinho Trad         | PTB     | 3.529   |
| Dr. Antonio Cruz      | PTB     | 2.945   |
| Sérgio Martins        | PDS     | 2.662   |
| Luizinho              | PDS     | 2.346   |
| Ben-Hur Ferreira      | PT      | 2.225   |
| Antônio Braga         | PTB     | 2.178   |
| Miltinho Viana        | PTB     | 2.032   |
| João Pereira da Silva | PMDB    | 1.898   |
| Mário Gomes de Arruda | PSDB    | 1.895   |
| William Maksoud Filho | PTB     | 1.884   |
| Abadio Rezende        | PST     | 1.838   |
| João Samper           | PMDB    | 1.835   |
| Waldemir Poppi        | PDS     | 1.802   |
| Renato Gomes          | PTB     | 1.667   |
| Valdir Gomes          | PFL     | 1.584   |
| Márcio Matozinhos     | PST     | 1.550   |
| Pedro Teruel          | PT      | 1.353   |
| Haguemo Tomonaga      | PDT     | 1.112   |